# 1447 Utra
1447 Utra (1938 BB) là một tiểu hành tinh vành đai chính được phát hiện ngày 26 tháng 1 năm 1938 bởi Y. Vaisala ở Turku.
Tiểu hành tinh được đặt tên theo nơi sinh của Y. Vaisala.